# Descent Into Limbo
Descent Into Limbo, en français Descente dans les Limbes, est une installation artistique créée par Anish Kapoor en 1992 à l'occasion de la Documenta 9 de Cassel en Allemagne.

## L'installation
À Cassel, l'installation est abritée dans un bâtiment de forme cubique et éclairée par des ouvertures zénithales. Le visiteur pénètre dans une pièce aux murs blancs et distingue au sol, au milieu de la pièce, un disque noir. Il s'agit en réalité d'une illusion d'optique puisque le disque noir se révèle en fait être un trou, creusé par l'artiste dans le sol et peint en noir,.
Le pigment utilisé pour peindre le trou est si sombre qu'il capte toute la lumière disponible et empêche le visiteur de percevoir la profondeur.

## Controverse
Anish Kapoor n'est pas l'inventeur du pigment noir utilisé, il s'agit d'un produit, le Vantablack, développé d'abord à des fins militaires, par la société britannique Surrey Nano Systems. Le Vantablack est une matière supposée absorber 99,96 % du spectre visible – il ne rejetterait donc que 0,04 % de lumière. Anish Kapoor a acheté très cher l'exclusivité de ce produit à des fins artistiques, occasionnant ainsi la colère des artistes.

## Interprétation et critique
Jouant sur un effet d'optique, l’œuvre invite le spectateur à se questionner sur ses perceptions visuelles parfois trompeuses,.
Selon les auteurs Annie Le Brun et Juri Amanda, l'oeuvre d'Anish Kapoor réduit l'imagination à un cercle noir, nous signifiant, par copyright interposé, la fin de toute représentation n'obéissant pas à une confusion des sens, « entre la profondeur de ce que nous croyons encore être et le monde lisse, plat, binaire et sans négativité de la technique ».

## Accident
En août 2018, alors que l’œuvre est installée à Porto, un sexagénaire chute dans le trou noir d'une profondeur de 2,5 m et se blesse légèrement. Pour prévenir tout risque, le musée demandait avant de visiter l'installation la signature d'une clause de non-responsabilité en cas d'accident et avait disposé plusieurs panneaux d'avertissement,.